# 普利尼圣马丹
普利尼圣马丹（法語：Pouligny-Saint-Martin，法語發音：[puliɲi sɛ̃ maʁtɛ̃]）是法国安德尔省的一个市镇，位于该省东南部，属于拉沙特尔区。

## 地理
普利尼圣马丹（46°30'59"N, 2°0'55"E）面积15.66 平方千米，位于法国中央-卢瓦尔河谷大区安德尔省，该省份为法国中部省份，北起卢瓦-谢尔省，西北接安德尔-卢瓦尔省，西南接维埃纳省，南至克勒兹省和上维埃纳省，东临谢尔省。
与普利尼圣马丹接壤的市镇（或旧市镇、城区）包括：布里扬特、沙西尼奥勒、勒马尼、普利尼圣母镇、安德尔河畔圣塞韦尔。
普利尼圣马丹的时区为UTC+01:00、UTC+02:00（夏令时）。

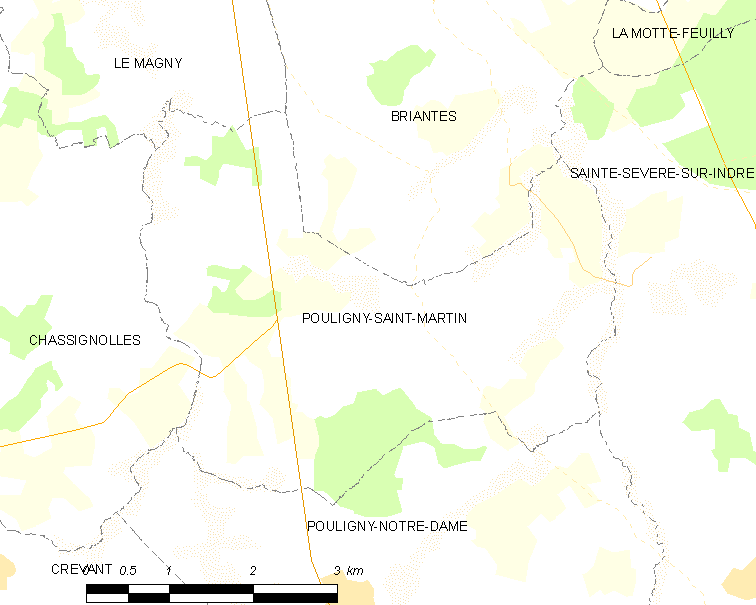
普利尼圣马丹的OSM定位图

## 行政
普利尼圣马丹的邮政编码为36160，INSEE市镇编码为36164。

## 政治
普利尼圣马丹所属的省级选区为拉沙特尔县。

## 人口

1962-2008年间普利尼圣马丹人口变化图示

普利尼圣马丹于2022年1月1日时的人口数量为232人。